# 김우옹
김우옹(金宇顒, 1540년 ~ 1603년)은 조선 중기의 문신·학자이다. 본관은 의성(義城). 자는 숙부(肅夫), 호는 동강(東岡)·직봉포의(直峰布衣). 경상북도 성주(星州) 출신. 조식(曺植)의 문인이다. 성균관대학교의 초대총장인 심산 김창숙이 그의 후손이다.
선조 22년(1589) 기축옥사 때 유배되었다가 임진왜란 때 사면되었다.
저서에 《동강집(東岡集)》, 《속자치통감강목(續資治通鑑綱目)》, 편저에 《경연강의(經筵講義)》 등이 있다. 시호는 문정(文貞)이다. 1614년(광해군 6년) 8월 27일 위성원종공신 1등(衛聖原從功臣)에 책록되었다.

## 관련 문화재
- 김우옹 동강문집 목판 - 경상남도 유형문화재 제162호